# Orlando van Amson
Orlando van Amson, onder vrienden Amie (1 januari 1937 – Paramaribo, 2 november 2014), was een Surinaams sporter en politicus. Hij deed aan meerdere takken van sport, waaronder in atletiek, wielersport en basketbal, en was van 1985 tot 1988 minister van Sport- en Jeugdzaken.

## Biografie

### Sport
Orlando van Amson was actief in onder meer atletiek en basketbal en streed als wielrenner tegen toppers als Wilfred Kross. Hij was coach van de basketbalvereniging CLD en scheidsrechter in de Hoofdklasse Basketbal. Van beroep was hij leraar lichamelijke opvoeding en sociaal pedagoog. Hij wordt als een van de pioniers gezien van het jongerenwerk in Suriname.

### Ambtelijke carrière
Rond 1963/1967 was hij Hoofd van de afdeling Sport en Spel van het ministerie van Sociale Zaken.  Daarna was hij waarnemend hoofd van het Bureau V&V (Volksvorming en Volksontwikkeling) en vanaf 1971 leraar aan de Kweekschool (VWMKO). Volgens het nieuwsblad Suriname zou hij in die laatste functie op een zijspoor zijn gezet, omdat hij en een aantal andere ambtenaren in onmin waren geraakt met de minister. Vanaf 1977 was hij onderdirecteur van het ministerie van Onderwijs, Wetenschap en Cultuur, waar Volksontwikkeling onder viel.

### Maatschappelijke en politieke activiteiten
Van Amson was in 1973 actief als voorzitter van de Surinaamse Nationale Jeugd Assemblee (SNJA).
In 1974 nam hij deel aan een werkgroep die de voorlichting voorbereidde voor de onafhankelijkheid van 25 november1975. Ondertussen was hij medio jaren 1970 de contactman van het Doe-theater van Thea Doelwijt en Henk Tjon, dat thema's aansneed om de onafhankelijkheid te steunen en de natievorming te benadrukken.
In aanloop naar de verkiezingen van 1977 vormde het een grote teleurstelling voor hem dat hij voor de Nationale Partij Suriname (NPS) niet op de verkiezingslijst van de Nationale Partij Kombinatie (NPK) was geplaatst. Partijleider Henck Arron had toen de knoop doorgehakt ten gunste van Fred Koorndijk.

### Minister van Sport en Jeugdzaken
Het militaire regime was in 1985 inmiddels vijfenhalf jaar aan de macht en had het land in grote financiële problemen gebracht. Legerleider Desi Bouterse zocht daarom toenadering tot de oude politieke partijen NPS en VHP. Toen Bouterse in deze constellatie Van Amson aanstelde als de nieuwe minister van Sport- en Jeugdzaken (S&J), werd dit door Wilfred Lionarons van de Raad voor de Bevrijding van Suriname gezien als een interessant signaal, ook omdat hij Van Amson kende als een notoire NPS-aanhanger.
Orlando van Amson diende uiteindelijk van 23 september 1985 tot 26 januari 1988 als minister van S&J in achtereenvolgens de kabinetten Udenhout II, Radhakishun en Wijdenbosch I.

### VFB, NDP en DNP 2000
Hij was overigens als minister voorgedragen door de Vijfentwintig Februari Beweging (VFB), de politieke tak van de militairen, en niet door de NPS.
Rond 1991/1993 was Van Amson inmiddels voorzitter van de Nationale Democratische Partij (NDP), de opvolger van de VFB. Toen president Jules Wijdenbosch zich in 2000 van de NDP afsplitste, richtte hij samen met Van Amson het Democratisch Nationaal Platform 2000 (DNP 2000) op.
Aan het eind van zijn loopbaan was Van Amson ambassadeur in Algemene Dienst.